# Taarbæk Kirke
Taarbæk Kirke blev bygget lidt vest for byen Taarbæk fra 1863-1864 og indviet i 1864. Kirken var i store træk finansieret af erhvervsmanden C.F. Tietgen, som selv boede i Taarbæk.
Kirken var annekskirke til Lyngby Kirke indtil 1907 og havde derfor også samme sognepræst frem til 1906. C.F. Tietgen var ligeledes stærkt involveret i at kirken blev selvstændig.
Kirken grænser op til Dyrehaven på nord og vest siden og til Kystbanen på østsiden.
Siden 2008 har præsten været Charlotte Gamborg Paaskesen, som overtog jobbet efter den kontroversielle Thorkild Grosbøll, som kom i en mediestorm da han erklærede, at han ikke troede på Gud.

## Kirkens historie
Kirken blev bygget i 1863-1864 efter lang tids pres fra byens indbyggere for at få sin egen kirke. C.F. Tietgen som boede i Taarbæk var stærkt involveret i at det lykkedes at få en kirke og han finansierede en stor del af opførelsesudgiften på samme måde som han fx finansierede Marmorkirken i København. C.F. Tietgen blev dermed værge for kirken. Ved indvielsen i 1864 af biskoppen over Sjællands Stift Hans Lassen Martensen var landets konge Christian IX ligeledes tilstede.
I 2003 skete der en mindre restaurering af kirken hvor der blev lavet nyt trægulv og et nyt varmesystem og i 2008 blev der lagt nyt tag.

## Arkitektur
Arkitekten Carl Emil Wessel har tegnet kirken. Arkitekturen er inspireret af en kirke i Limerick i Irland. I samme stil findes Dragør Kirke tegnet af Wessels søn.
Kirken består af et skib og et kor med polygonal afslutning mod øst. Derudover er der på skibets sydside, længst mod øst et tårn. I hjørnerne og på midten af skibet er der aftrappede stræbepiller. De spidsbuede vinduer er opdelt med stavværk.

## Kirkens udsmykning
Kirken har adskillige glasmalerier i flere forskellige stilarter. Glasmalerierne er muliggjort via donationer. I skibet er glasmalerier fra 1963 af fire lignelser malet af Johan Vilhelm Andersen. I apsis blev der i 1956 indsat glasmalerier malet af Kræsten Iversen, øverst er Kristus som verdensdommer, under det er scener fra Jesus historie samt Ansgar, Absalon og Hans Tausen. Det sidste glasmaleri findes i tårnrummet hvor man i 1965 installerede et glasmaleri med Luther-symbolet. I koret har der tidligere været to glasmalerier fra 1939 lavet af Poul og Fanny Sæby, men disse er nu erstattet med klare vinduer.
Ved kirkens bygning i 1863 blev der lavet en altertavle med et maleri af Peter Raadsig, men denne er nu fjernet. I stedet blev der i 2006 opsat en moderne altertavle af rustfrit stål udført af kunstneren Kurt Tegtmeier. Til alterudsmykningen hører ligeledes en skulptur og en alterdug. Alterdugen er udført af Ville Clemmensen. Prædikestolen er tegnet af kirkens arkitekt Carl Emil Wessel. Døbefonten fra 1939 er udskåret i træ af O. Clemmensen.  Orgelet er fra 1976 og har 22 stemmer.

## Kirkegården
Omkring Taarbæk Kirke ligger en kirkegård, indviet i 1905. Begravelser blev indtil da foretaget ved Lyngby Kirke, som Taarbæk Kirke hørte under. Kirkegården blev udvidet i 1925 og 1950.
Maleren Peter H. Wilhardt er bl.a. begravet på kirkegården. Også historikeren Arthur William Mollerup og dennes søn, arkitekt Tyge Mollerup, er begravet her.

## Kontroversen om præst Thorkild Grosbølls tro på Gud
I foråret 2003 udgav præst ved Taarbæk Kirke Thorkild Grosbøll bogen En Sten i Skoen, hvilket ikke affødte mange reaktioner, selvom han her skrev, han ikke tror på Gud. Senere blev synspunktet gentaget i et interview i Weekendavisen.
Interviewet affødte en voldsom offentlig debat med mange udmeldinger fra læserbrevsskribenter, heriblandt mange præster, teologer og kirkeligt engagerede.
Biskoppen i Helsingør Stift, Lise-Lotte Rebel, indledte i 2003 samtaler med præsten om hans tro. Han blev samtidigt fritaget for tjeneste som sognepræst af biskoppen. 1½ måned senere fik han lov til at fortsætte i sit job, men under skærpet tilsyn.
Under hele forløbet støttede menigheden op om Thorkild Grosbøll. Især gjorde menighedsrådets formand holdningen markant med udmeldinger som denne: "Vi er flintrende ligeglade med højteologiske diskussioner. Vi har Thorkild Grosbøll. Det er nok for os."
Sagen blev afsluttet ved at biskop Jan Lindhardt den 20. maj 2005 tog Grosbøll op til en slags konfirmation i vidners nærvær, idet han bad ham besvare trosbekendelsens enkelte led (herunder det andet: "Jeg tror på Gud Fader den almægtige, himlens og jordens skaber ..."). Efter at pastor Grosbøll havde svaret "ja" til dette og på ny bekræftet sit præsteløfte med underskrift, kunne han igen fungere i sit embede – dog med pålæg om foreløbig at afholde sig fra at udtale sig til pressen.
Grosbøll var under opsyn af biskop Jan Lindhardt til 2007. Opsynet blev her overdraget til biskoppen i Århus Stift, Kjeld Holm grundet det forestående bispevalg i Roskilde Stift. Grosbøll tog sin afsked i 2008 da han fyldte 60.

## Præster
- 1864-83: Peter Rørdam
- 1883-1906: H.F. Rørdam
- 1906-23: G.P.B. Kemp
- 1923-36: Severin Widding
- 1936-45: Ø.A.E.V. Schiawitz
- 1945: emeritus E.M. Frederiksen (passede embedet, indtil en afløser blev fundet)
- 1945-72: Poul Gamrath
- 1972-91: Poul Falk Hansen
- 1991-2008: Thorkild Grosbøll
- 2008-nuværende: Charlotte Gamborg Paaskesen

## Galleri
- Tavle på Taarbæk Kirke i anledning af 50-året for kirken i 1914.
- Taarbæk Kirke
- Skovkapellet (det daværende navn) tegnet i 1866 af Ferd. Richardt.

## Eksterne kilder og henvisninger
- Wikimedia Commons har flere filer relateret til Taarbæk Kirke
- Infostander ved kirken (Cirka samme information, som på hjemmesiden.)
- Taarbæk Kirke Arkiveret 31. januar 2011 hos  Wayback Machine hos nordenskirker.dk
- Taarbæk Kirke hos KortTilKirken.dk

## Fodnoter
1. 1 2 3 4 5  www.taarbaek-kirke.dk
2. 1 2 3 4 5  "www.nordenskirker.dk/Taarbaek_Kirke". Arkiveret fra originalen 31. januar 2011. Hentet 27. maj 2009.
3. ↑  www.e-pages.dk/herlevbladet Herlevbladet om Charlotte Gamborg Paaskesen ifbm. sin afsked fra Præstebro Sogn
4. ↑  www.taarbaek-kirke.dk Taarbæk Kirke under Kirkens historie
5. ↑  http://web.archive.org/web/20080202011944/http://www.danskbyggeri.dk/C125711E00250C14/0/B79497CBACA7F0CAC12573DF004A117A
6. ↑  www.vejlekunstforening.dk Arkiveret 31. januar 2010 hos  Wayback Machine Altertavle af Kurt Tegtmeier 2006
7. ↑  www.kunstdk.dk Den nye altertavle udført af Kurt Tegtmeier
8. ↑  akademiraadet.kroyer.kulturhotel.dk (Webside ikke længere tilgængelig) Bevillingen til den nye alterudsmykning
9. ↑  www.lokalhistorier.dk Om Taarbæk Kirke
10. ↑  www.gravsted.dk
11. ↑  Kristeligt Dagblad, 11. juni 2004
12. ↑  Holm arver Grosbøll | Kristeligt Dagblad
13. ↑  Thorkild Grosbøll har sagt op | Kristeligt Dagblad